# Tom Dehaene
Tom Paul Luc Dehaene (Bruges, 5 marzo 1969) è un politico belga fiammingo, membro dei Cristiano-Democratici e Fiamminghi.

## Biografia
Tom Dehaene è figlio del politico belga Jean-Luc Dehaene, primo ministro del Belgio dal 1992 al 1999. Dopo essersi laureato in discipline umanistiche, ha conseguito un diploma (laurea) in informatica.
Nel 1987, appena diciottenne, fece parte dell'allora Jong-CVP per il distretto di Zemst. È stato consigliere provinciale del Brabante Fiammingo dal 1995 al 2004 e altresì consigliere comunale e assessore a Zemst, dove dal 2001 al 2012 ha ricoperto l'incarico di presidente del Centro pubblico di azione sociale.
Durante le terze elezioni regionali dirette nelle Fiandre del 13 giugno 2004 è stato eletto deputato per il collegio elettorale del Brabante Fiammingo. È rimasto deputato fiammingo anche dopo le elezioni regionali del 7 giugno 2009.
Nel 2012, si è candidato in occasione delle elezioni provinciali del Brabante Fiammingo nella lista CD&V per il distretto provinciale di Vilvoorde. Dopo queste elezioni, Tom Dehaene divenne deputato provinciale. CD&V, Open Vld, sp.a e Verdi formarono una coalizione alla fine del 2012, con una maggioranza di 43 su 72 consiglieri. Tom Dehaene lasciò il Parlamento fiammingo a metà dicembre 2012 e il suo posto fu preso da Peter Van Rompuy. Terminò anche il suo mandato di presidente di OCMW. Ottenne 7.303 voti di preferenza nelle elezioni del consiglio provinciale.
Alla fine del 2014 è stato nominato direttore di Waterwegen en Zeekanaal.